# Йосип I (патріарх Константинопольський)
Патріарх Йосип I Галісіот (грец. Πατριάρχης Ιωσήφ Α΄ Γαλησιώτης помер 1283) — Патріарх Константинопольський.

## Біографія
Обіймав константинопольську кафедру двічі: з 1266 по 1275, потім з 1282 за 1283. Противник унії з Римом.
Коли у 1274 році імператор Михайло VIII Палеолог, виходячи з політичних міркувань, вирішив укласти унію з Римською церквою і визнати верховенство Римського первосвященника, патріарх Йосип виступив проти. Проте на соборі в Ліоні представниками імператора і католицьким духовенством була укладена церковна унія . Йосип волею імператора був зміщений і на його місце поставлений патріархом Іван XI Веккос, який підтримав унію.
Після смерті імператора в 1282 року патріарх-уніат був скинутий з кафедри і унія, так і не отримала підтримки серед православного населення імперії та припинила своє існування. Йосип був відновлений на кафедрі. Новий імператор Андронік II скликав собор, який визнав унію недійсною.
Патріарх Йосип помер в 1283 році.